# Georgian Tobă
Georgian Constantin Tobă (n. 23 mai 1989) este un fotbalist român care joacă pentru Dinamo București, împrumutat de la Universitatea Cluj.